# Фрискейт на роликовых коньках
Фрискейт на роликах (англ. freeskate, разг. fsk) — экстремальное катание по городу на роликовых коньках, основными элементами которого являются высокая скорость при преодолении препятствий в виде лестниц и бордюров, прыжки с поворотами и скольжения (слайды) на колёсах. На всемирном чемпионате по слалому слайды выделены в отдельную дисциплину. Этот стиль катания нашел своё отражение в спорте и называется «скейт-кросс» или «блейдеркросс».
Основным отличием фрискейта от агрессивного катания является техника выполнения трюков. В агрессивном катании (стрит) большинство трюков и скольжений выполняются с перил или граней на специальных рамах и соулплейтах роликовых коньков, практически без участия колёс. Во фрискейте роллер в большинстве случаев делает трюки без скольжений роликом по граням и на высокой скорости, отталкиваясь всеми колёсами ролика для прыжка.

## Роликовые коньки для фрискейта

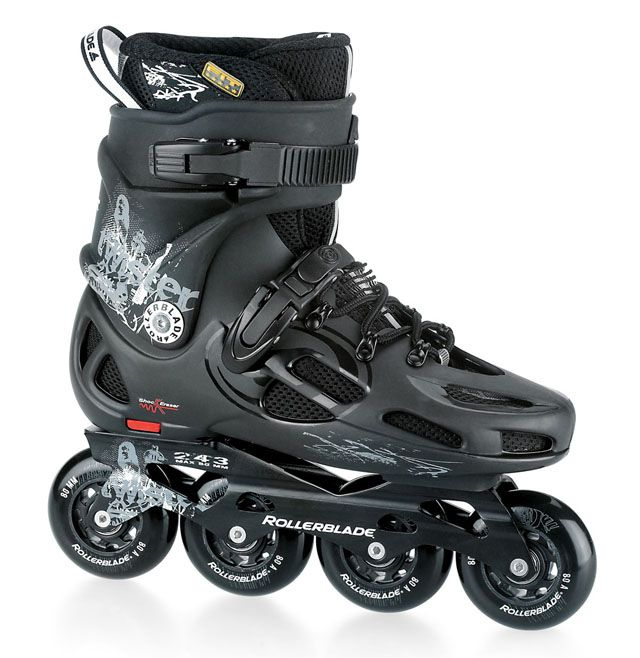
Fsk-ролики

Особенностью фрискейт-роликов является прочный жёсткий ботинок для устойчивости и контроля, крепкая рама (чаще 243 миллиметра) для прыжков и съемный сапожок-вкладыш (англ. liner) внутри ботинка, обеспечивающий должный уровень комфорта при катании, и дополнительную фиксацию ноги. Также под лайнером, в области пятки, расположен «антишок», для амортизации при прыжках и при езде по разбитым поверхностям.

## Элементы фрискейта
Выделяют два основных элемента фрискейта:
- прыжки — весь спектр прыжков, которые возможно сделать, стоя на колёсах роликов. Основными являются прыжки с асфальта через препятствия с выполнением поворота на 180-360-540 градусов, сальто и прыжок в высоту через перекладину. Прыжки с трамплина иногда называются «стайл-джамп».
- слайды — торможения в скольжении на колёсах роликовых коньков на высокой скорости. При торможении ноги и корпус роллера образуют фигуру (слайд).

### Прыжки
Основные прыжки стайл-джампа:
- Safety
- Mute
- Strange
- Virgule
- Papilon
- Daffy
- Lucky
- Karate
- Jimmy Scott
- Zulu
- Sac a doc
- Escart
- Jesus
- Fraggle
- Kris Air

### Слайды
Основные слайды:
- T-Slide или T-Stop
- V-Slide или V-stop
- Power-Slide или Power-Stop
- PornStar Slide
- Soul Slide
- Soul Wheeling
- LowSoul Wheeling
- Acid Slide
- Acid Wheeling
- Cross Acid
- Cross Acid Wheeling
- Magic Slide
- Barrow Slide
- Soyale Slide
- J-Slide
- Parallel
- Cross Parallel
- Unity/Savannah
- Fast Slide
- Back Slide
- UFO Special
- Cross UFO Special
- Ern Sui
- Cross Ern Sui
- Eagle
- 8 Cross
- Cowboy
- V - toe toe